# Кащук Микола Кирилович
Микола Кирилович Кащук (нар. 3 січня 1950, с. Соболівка, Липовецький район, Вінницька область) — український письменник, поет-гуморист. Член Національної спілки письменників України.

## Життєпис
Народився у с. Соболівка Липовецького району на Вінниччині. У 1966 році закінчив Турбівську СШ, у 1972 році — Іллінецький сільськогосподарський технікум. За освітою — агроном. У 1974 році закінчив Житомирський сільськогосподарський інститут. У 1974—2010 роках працював інспектором, старшим інспектором, начальником Державної інспекції з карантину рослин по Рівненській області.

## Творчість
Літературний шлях розпочав у 1978 році, взявши участь у гумористичному конкурсі рівненської газети «Червоний прапор» (тепер «Вільне слово»).
Активний учасник літературного життя краю. Автор гумористичних творів для дорослих і дітей. Твори друкувалися в журналах «Дзвін», «Перець», «Україна», рівненському літературно-краєзнавчому альманасі «Погорина», антологіях «Літературна Рівненщина»(2005, 2010), «Рівне літературне»(2013, 2018). Публікує статті у місцевій пресі.
З 2015 року — член Національної спілки письменників України.
Мешкає у Рівному.

## Твори

### Гумористичні збірки
- 1998 — «Тепла хатка», «Хитрий Тарас»
- 1999 — «Прочитай та відгадай»
- 2000 — «Рідний край», «Цей загадковий світ»
- 2001 — «Сільський шум», «Любим дітям», «З любов'ю до природи», «Відгадає той, хто знає»
- 2002 — «Комірник-жартівник»
- 2003 — «Загадковий світ»
- 2005 — «Абетка»
- 2006 — «Дисертація»
- 2007 — «Щасливе дитинство»
- 2008 — «Акт і факт»
- 2009 — «Перший дзвоник», «Що за біда»
- 2010 — «Не вигране парі»
- 2011 — «Крута коза»
- 2012 — «Максимум і мінімум», «Прем'єра від Прем'єра»
- 2013 — «Є такі професії»
- 2014 — «Грек із Парнасу»
- 2015 — «Є такі професії»
- 2015 —  «Якби знав, козу мав…»
- 2016 — «Весела дітвора»
- 2016 — «Загадкові гості»
- 2017 — «Загадкові птахи»
- 2017 — «Південні гості»
- 2017 — «Подарунки від рослин»

(Усі видані у Рівному)

### Твори у збірниках
- Кащук М. К. Вигідний рахунок: гуморески // Літературна Рівненщина: антологія: до 20-річчя обл. орг. письм. / упоряд.: О. Євтушок, В. Климентовська, Л. Рибенко; передм. А. Криловця. — Рівне: Рівнен. друк., 2005. — С. 133-242.
- Кащук М. Якщо: твори // Літературна Рівненщина: антологія: вип. 2 / упоряд. Л. Рибенко. — Рівне: Оповідач, 2010. — С. 151-155.
- Кащук М. Заведи: сатиричні мініатюри] // Рівне літературне: антологія / упоряд. Л. Рибенко. — Острог: Вид. Нац. ун-ту «Острозька академія», 2013. — С. 149-155.
- Кащук М. Оголошення: гуморески // Рівне літературне: антологія / упоряд. В. Мазаний. — Рівне: Оповідач, 2018. — С. 59.